# Cyclomia flavida
Cyclomia flavida là một loài bướm đêm trong họ Geometridae.